# Coleford (Somerset)
Coleford est une paroisse civile et un village du Somerset, en Angleterre.